# Taras (wieś w województwie łódzkim)
Taras – wieś w Polsce położona w województwie łódzkim, w powiecie radomszczańskim, w gminie Przedbórz.
W latach 1975–1998 miejscowość administracyjnie należała do województwa piotrkowskiego.
Taras jest położony nad rzeką Pilicą.
We wsi znajduje się sklep spożywczy, budynek, w którym kiedyś była Publiczna Szkoła Podstawowa, a obecnie jest w nim Biblioteka Publiczna, Ośrodek Wypoczynkowo-Rekreacyjny oraz stadnina koni.
Fragment wioski nosi nazwę – Trupień.
Przez wieś przebiega droga łącząca Przedbórz i Skotniki oraz  pieszy Szlak Rekreacyjny Rzeki Pilicy.
Wierni Kościoła rzymskokatolickiego należą do parafii św. Aleksego w Przedborzu.